# Bāgh Maḩalleh
Bāgh Maḩalleh (persiska: باغ محله) är en ort i Iran.   Den ligger i provinsen Nordkhorasan, i den nordöstra delen av landet, 600 km öster om huvudstaden Teheran. Bāgh Maḩalleh ligger 1 761 meter över havet och antalet invånare är 238.
Terrängen runt Bāgh Maḩalleh är lite bergig. Runt Bāgh Maḩalleh är det ganska glesbefolkat, med 38 invånare per kvadratkilometer. Närmaste större samhälle är Fārūj, 19,4 km norr om Bāgh Maḩalleh. Omgivningarna runt Bāgh Maḩalleh är i huvudsak ett öppet busklandskap.